# Martín Demichelis
Martín Gastón Demichelis (* 20. prosince 1980, Justiniano Posse, Córdoba, Argentina) je argentinský fotbalista, obránce a reprezentant. Nejčastěji hrál na pozici středního obránce, ale mohl nastupovat i jako defenzivní záložník. Většinu své fotbalové kariéry strávil v klubu FC Bayern Mnichov (sedm a půl roku), také hrál fotbal ve své rodné zemi za klub CA River Plate. Profesionální kariéru ukončil v květnu 2017 v dresu španělské Málagy.

## Klubová kariéra

### River Plate
V klubu River Plate si odbyl premiéru v argentinské Primera División 2. září 2001 v zápase proti Estudiantes de La Plata. Odehrál celkem 52 zápasů, poprvé a naposledy za River Plate skóroval proti týmu Rosario Central.[kdy?]

### Bayern Mnichov
V roce 2003 přestoupil Martin Demichelis do Bayernu Mnichov za 4,5 milionu eur. Jeho první sezóna v německé Bundeslize nedopadla vůbec dobře, protože utrpěl několik drobných zranění, objevil se pouze ve 14 ligových zápasech (21 celkem). FC Bayern Mnichov skončil na druhém místě. Na začátku roku 2004 se objevil v jednom zápase rezervy proti Stuttgarter Kickers.
Pod novým trenérem Felixem Magathem se konečně propracoval do základní sestavy a nastoupil v 75 oficiálních zápasech. Bayern Mnichov vyhrál double (Bundesligu a DFB-Ligapokal).
Nový trenér Bayernu Ottmar Hitzfeld úspěšně přeškolil Martína Demichelise z defenzivního záložníka na středního obránce. V sezóně 2008/09 vstřelil své sezónní maximum gólů v Bundeslize, celkem 4 branky v 29 zápasech, titul mu ale utekl, získal ho překvapivě VfL Wolfsburg. Dne 9. října 2010 absolvoval poslední zápas za Bayern Mnichov, výhru nad SC Freiburg 4–2.

### Málaga CF
V polovině Primera División 2010/11 byl poslán z Bayernu Mnichov do španělského klubu Málaga CF a dne 8. ledna 2011 si odbyl debut proti Athletic Bilbao (1–1). Od té doby se stal členem základní sestavy Málaga CF. Na svůj první gól v lize mistrů UEFA si musel počkat do 22. srpna 2012, kdy skóroval proti Panathinaikosu (2–0).

### Atlético Madrid
V červenci 2013 přestoupil jako volný hráč do španělského Atlética Madrid, kde podepsal jednoletou smlouvu. Byl zde méně než dva měsíce a neodehrál žádný soutěžní duel.

### Manchester City
V září 2013 přestoupil za 127 miliónů korun do Manchesteru City, aniž by za Atlético odehrál jediný zápas. V Manchesteru City dostal dres s číslem 26.

## Reprezentační kariéra
Martin Demichelis debutoval za Argentinu 12. listopadu 2005 proti Anglii. V tomto roce byl také nominován na Konfederační pohár FIFA, ale do hry se vůbec nedostal.
Dne 11. září 2007 vstřelil svůj první mezinárodní gól proti Austrálii, když jediný gól zápasu vstřelil hlavičkou. Dne 3. března 2010 utrpěl zranění obličeje v přátelském utkání proti Německu, ale přesto stihl Mistrovství světa ve fotbale 2010 v Jihoafrické republice. Na MS odehrál všechny zápasy a 22. června 2010 dal gól proti Řecku na 2–0.
Trenér Alejandro Sabella jej vzal na Mistrovství světa 2014 v Brazílii. Ve finále s Německem Argentina prohrála 0:1 v prodloužení a získala stříbrné medaile.
Účast na reprezentačních turnajích
| Turnaj                            | Pořadatel             | Zápasy | Góly |
| --------------------------------- | --------------------- | ------ | ---- |
| Mistrovství světa ve fotbale 2010 | Jihoafrická republika | 5      | 1    |
| Mistrovství světa ve fotbale 2014 | Brazílie              | 3      | 0    |

Reprezentační góly za A-mužstvo Argentiny
| Gól | Datum       | Stadion                          | Soupeř    | Skóre | Výsledek | Soutěž           |
| --- | ----------- | -------------------------------- | --------- | ----- | -------- | ---------------- |
| 010 | 11. 9. 2007 | Melbourne, Austrálie             | Austrálie | 01:0  | 1:0      | Přátelské utkání |
| 02  | 22. 6. 2010 | Polokwane, Jihoafrická republika | Řecko     | 01:0  | 2:0      | MS 2010          |

## Trofeje
| Trofej                       | Klub           | Stát      | Rok  |
| ---------------------------- | -------------- | --------- | ---- |
| Torneo Clausura              | CA River Plate | Argentina | 2002 |
| Torneo Clausura              | CA River Plate | Argentina | 2003 |
| DFB-Ligapokal                | Bayern Mnichov | Německo   | 2004 |
| Německá fotbalová Bundesliga | Bayern Mnichov | Německo   | 2005 |
| DFB-Ligapokal                | Bayern Mnichov | Německo   | 2005 |
| Německá fotbalová Bundesliga | Bayern Mnichov | Německo   | 2006 |
| DFB-Ligapokal                | Bayern Mnichov | Německo   | 2006 |
| DFB-Ligapokal                | Bayern Mnichov | Německo   | 2007 |
| DFB-Ligapokal                | Bayern Mnichov | Německo   | 2008 |
| Německá fotbalová Bundesliga | Bayern Mnichov | Německo   | 2008 |
| Německá fotbalová Bundesliga | Bayern Mnichov | Německo   | 2010 |
| DFB-Pokal                    | Bayern Mnichov | Německo   | 2010 |
| DFL-Supercup                 | Bayern Mnichov | Německo   | 2010 |